# Ґі Дрю
Ґі Дрю (фр. Guy Drut; 6 грудня 1950, Уані, Па-де-Кале, Франція) — французький легкоатлет, чемпіон і срібний призер Олімпійських ігор.
Член Міжнародного олімпійського комітету (1996—2005).

## Життєпис
Народився в муніципалітеті Уані департаменту Па-де-Кале на півночі Франції. Займаючись легкою атлетикою, як різнобічно обдарований спортсмен виступав у юніорських змаганнях з десятиборства (до кінця 1960-х років) та в стрибках з жердиною, але від початку 1970-х зосередився на бігові з бар'єрами на короткі дистанції. Багаторазовий чемпіон Франції. Здобув також низку перемог і призових місць на міжнародних змаганнях, зокрема на 50-метрівці з бар'єрами на чемпіонаті Європи в приміщенні (1972 — золота медаль) і на чемпіонаті Європи в спринті на 110 м з бар'єрами (1974).
На літніх Олімпійських іграх 1972 року в Мюнхені (Німеччина) 21-річний спортсмен виступав у змаганнях з бігу на 110 метрів з бар'єрами. У фіналі з результатом 13,34 с посів друге місце, поступившись Роду Мілборну (США). На наступних Іграх 1976 року в Монреалі (Канада), змагаючись на тій самій дистанції, з результатом 13,30 с став чемпіоном — випередив кубинця Алехандро Касаньяса (13,33 с) і американця, чемпіона Олімпіади-1968 Віллі Девенпорта (13,38 с). Ґі Дрю — перший європеєць, який переміг на Іграх у цій легкоатлетичній дисципліні, і перший спринтер-бар'єрист не з Америки, який став чемпіоном Олімпіади після 1928 року.
Був рекордсменом світу і Європи в 1970-х роках. Останнім міжнародним змаганням Ґі Дрю став чемпіонат Європи в приміщенні 1981 року (призер на 50-метрівці з бар'єрами).
Закінчивши спортивну кар'єру, виявив активність у бізнесі й політиці. Був членом французького парламенту (1986—2007), міністром у справах молоді й спорту (1995—1997). Він також був мером Куломм'є (1992—2008). Потрапив під суд 2005-го (нібито за фінансові порушення в розподілі держзамовлення), проте звинувачення відкидав. Дістав 15 місяців позбавлення волі умовно і штраф, але засудженого амністував президент Франції Жак Ширак 2006 року як особу, що має великі заслуги перед державою у спорті.

## Виступи на Олімпіадах
| Олімпіада     | Дисципліна                    | Місце |
| ------------- | ----------------------------- | ----- |
| Мюнхен 1972   | біг на 110 метрів з бар'єрами | 2     |
| Монреаль 1976 | біг на 110 метрів з бар'єрами | 1     |